# Charleston, South Carolina

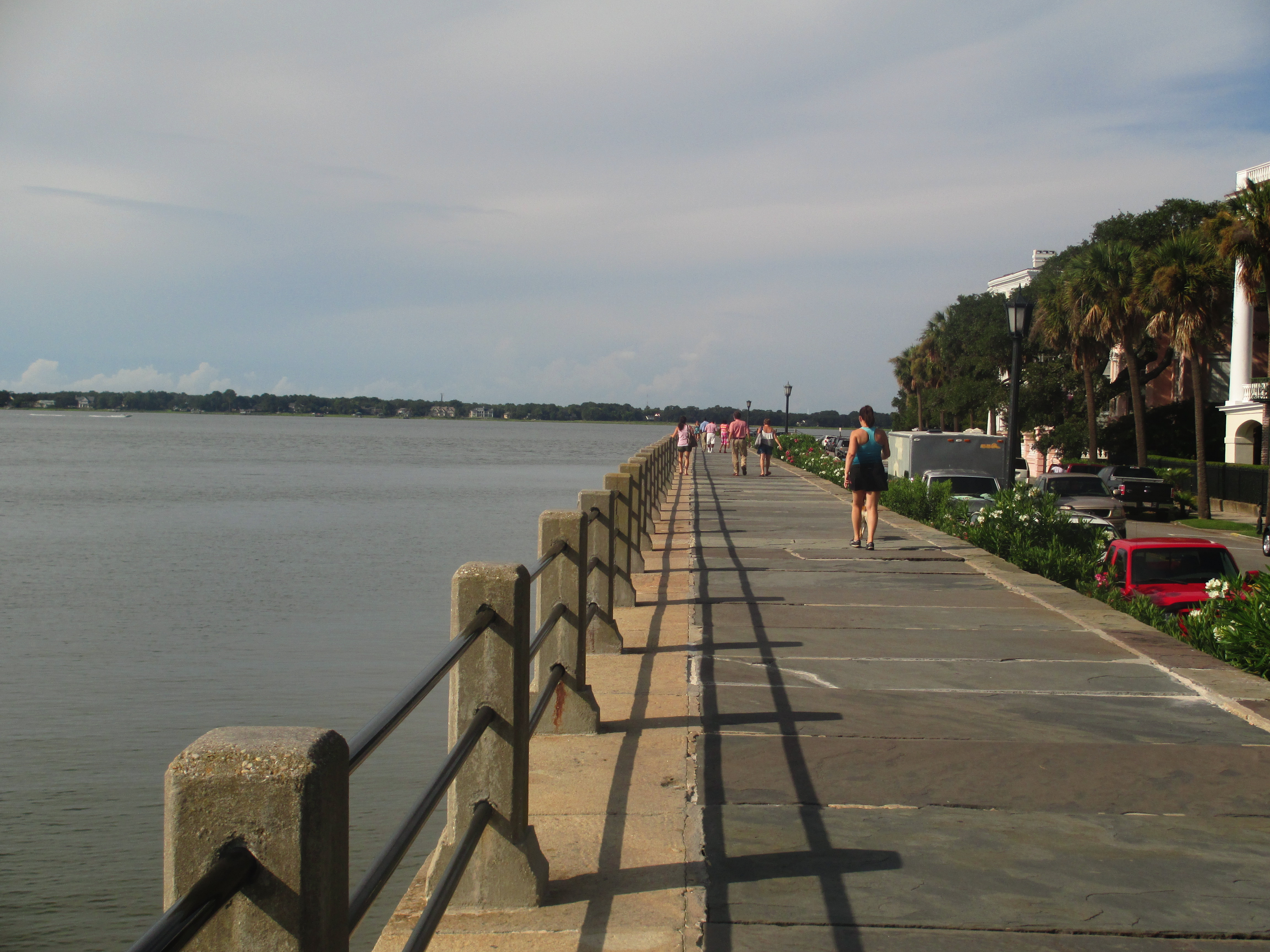
Trung tâm Charleston ở The Battery

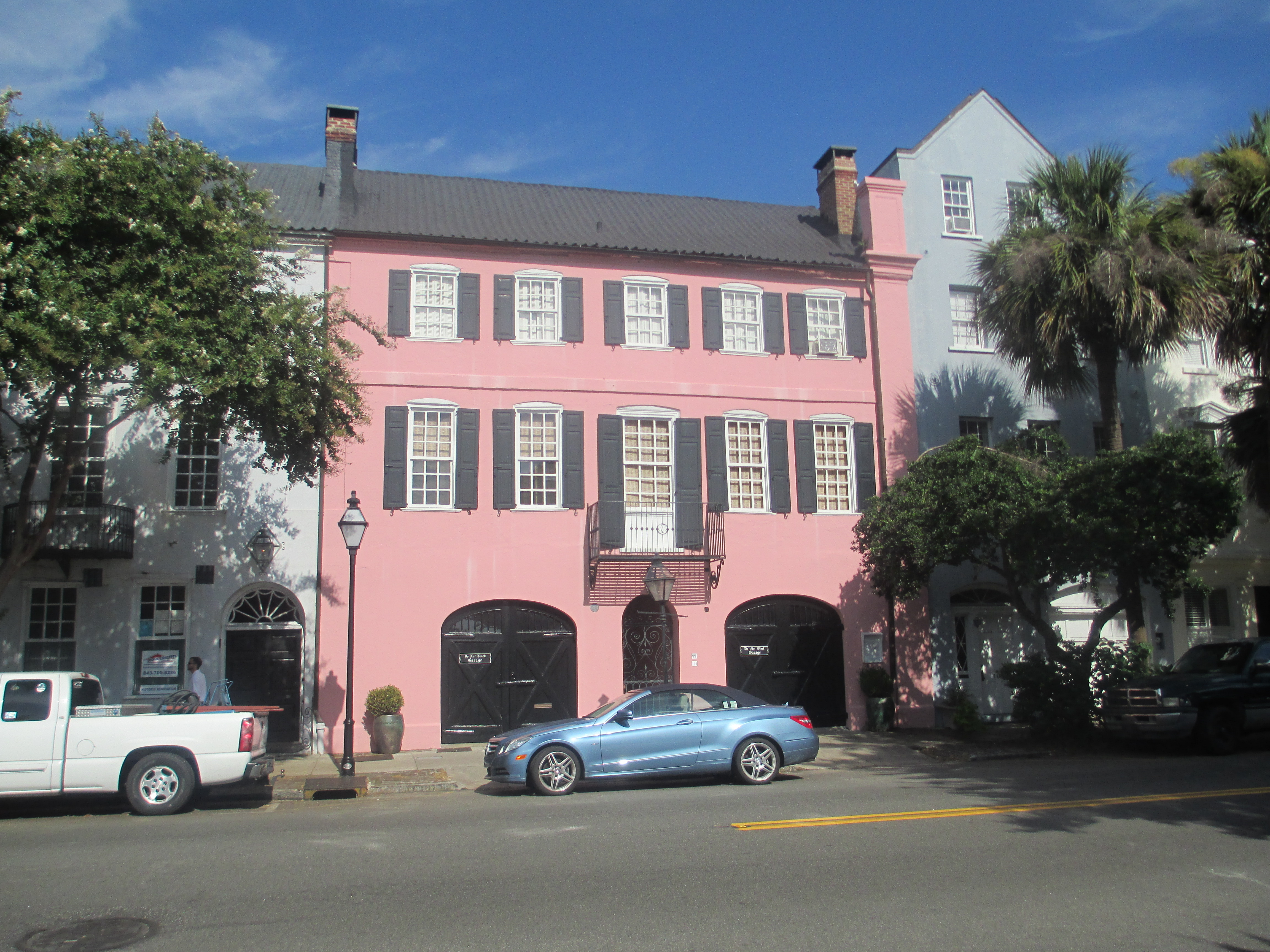
Các tòa nhà lịch sử ở trung tâm Charleston

Charleston là thành phố lớn thứ nhì của tiểu bang Hoa Kỳ Nam Carolina, phía đông giáp Đại Tây Dương. Thành phố có diện tích là 405,5 km² và dân số là 120 083 người (2010). Nó là thủ phủ của hạt Charleston khi hạt này được thành lập năm 1901 6. Tên gốc của thành phố này vào năm 1670 là Charles Towne. Nó chuyển đến vị trí hiện tại (Oyster Point) từ vị trí tại bờ tây sông Ashley (Albemarle Point) vào năm 1680. Đến năm 1783 thì thành phố mang tên như hiện nay. Vào năm 1690, Charleston là thành phố lớn thứ năm tại Bắc Mỹ . Nó vẫn nằm trong số mười thành phố lớn nhất Hoa Kỳ theo thống kê năm 1840 .